# 古舟橋
古舟橋（ふるふねばし）は千曲川に架かる全長268.85m・幅員12.8mの道路橋梁である。長野県上田市の橋としては最後の『木橋として建築され後に永久橋に架け替えられた橋』である。

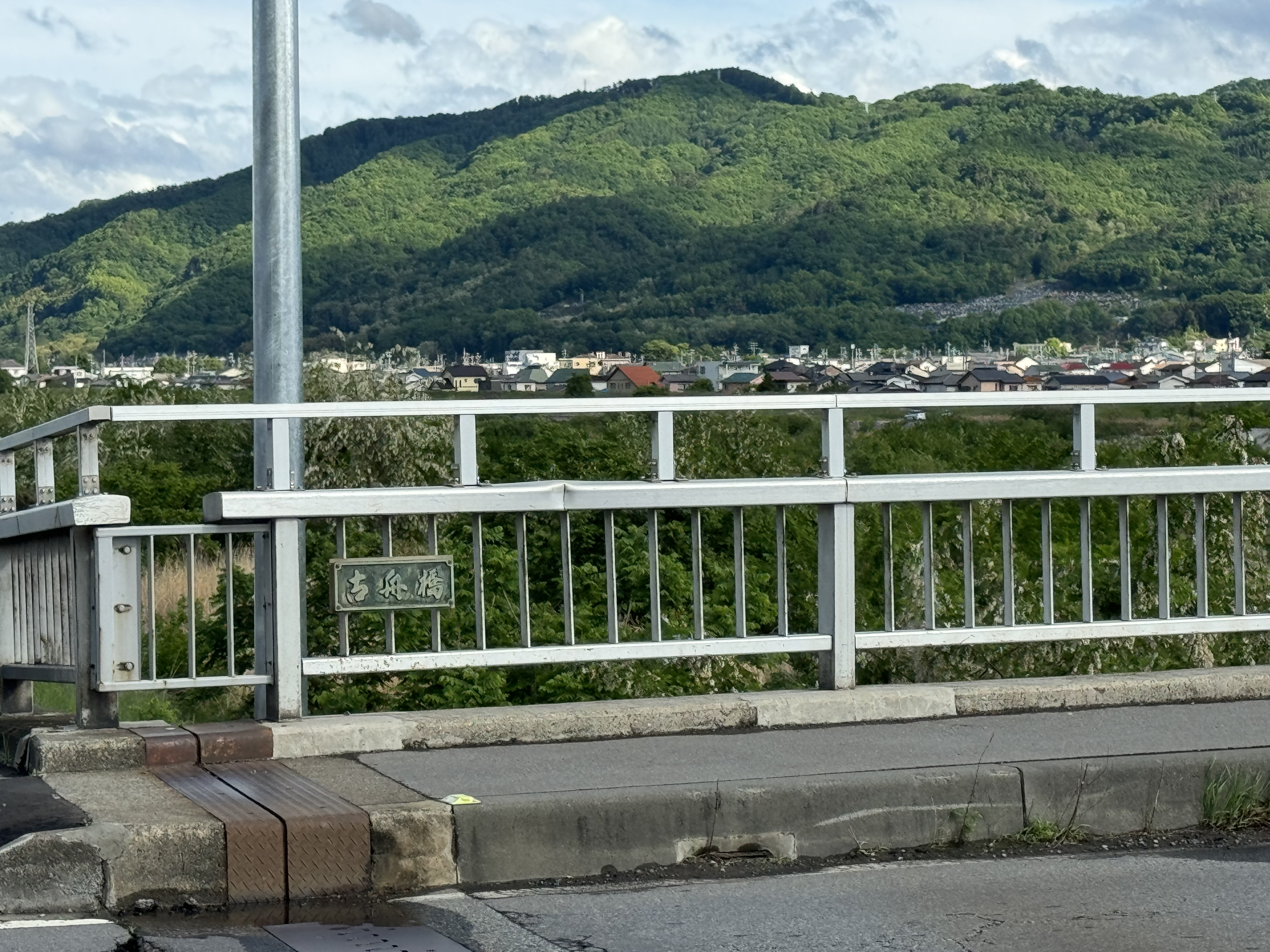
古舟橋 (2025年5月)

橋は長野県道65号上田丸子線の一部をなしている。

## 概要
- 区間 - 長野県上田市中之条（左岸）〜同県同市常磐城（旧大字地区・右岸）
- 開通年月日 - 1974年（昭和49年）5月12日 ※現在の橋

## 歴史
- 1939年（昭和14年） - 簡易式の木橋として開通。
  - 橋の名前の由来は江戸時代現在の橋のある区間を結んでいた渡し舟の名前である。
- 1941年（昭和16年） - 千曲川の大洪水によりわずか2年で流失。
- 1974年（昭和49年）5月12日 - 永久橋として33年ぶりに再建された。

## 周辺
- 上田市クリーンセンター
- 長野県上田千曲高等学校

座標: 北緯36度24分10.0秒 東経138度13分54.8秒 / 北緯36.402778度 東経138.231889度